# Plaça de la Porta de la Mar (Alacant)
La plaça de la Porta de la Mar és una cèntrica plaça de la ciutat valenciana d'Alacant formada per dos grans illots enjardinats. Està situada entre els passejos de l'Esplanada i del Postiguet, a mig camí entre l'ajuntament, el port i la platja. Rep aquest nom en referència a una porta de les antigues muralles d'Alacant (derrocades durant la segona meitat del segle segle xix) que es trobava en aquest mateix lloc.

## Descripció
La plaça està formada per dos grans illots que recullen el trànsit del passeig dels Màrtirs de la Llibertat i de l'avinguda de Juan Bautista Lafora. El més gran dels illots, el més pròxim a la platja del Postiguet, es compon d'un jardí amb flors de colors cridaners i diversos conjunts de palmeres. Aquest illot acull a més el polèmic Monument al Soldat de Reemplaçament, inaugurat pel ministre de Defensa, Federico Trillo, en 2001. L'illot més xicotet, més pròxim a la plaça de l'Ajuntament, disposa d'una font ornamental redona, instal·lada en 1959, els rolls de la qual s'il·luminen de nit amb llums de colors. Hi ha també un xicotet camí de pedres (amb uns bancs per asseure's a l'ombra de les palmeres) i un mosaic floral que conforma l'escut d'Alacant.
En aquesta plaça es troba l'escultura d'El adivinador.